# Woody Allen

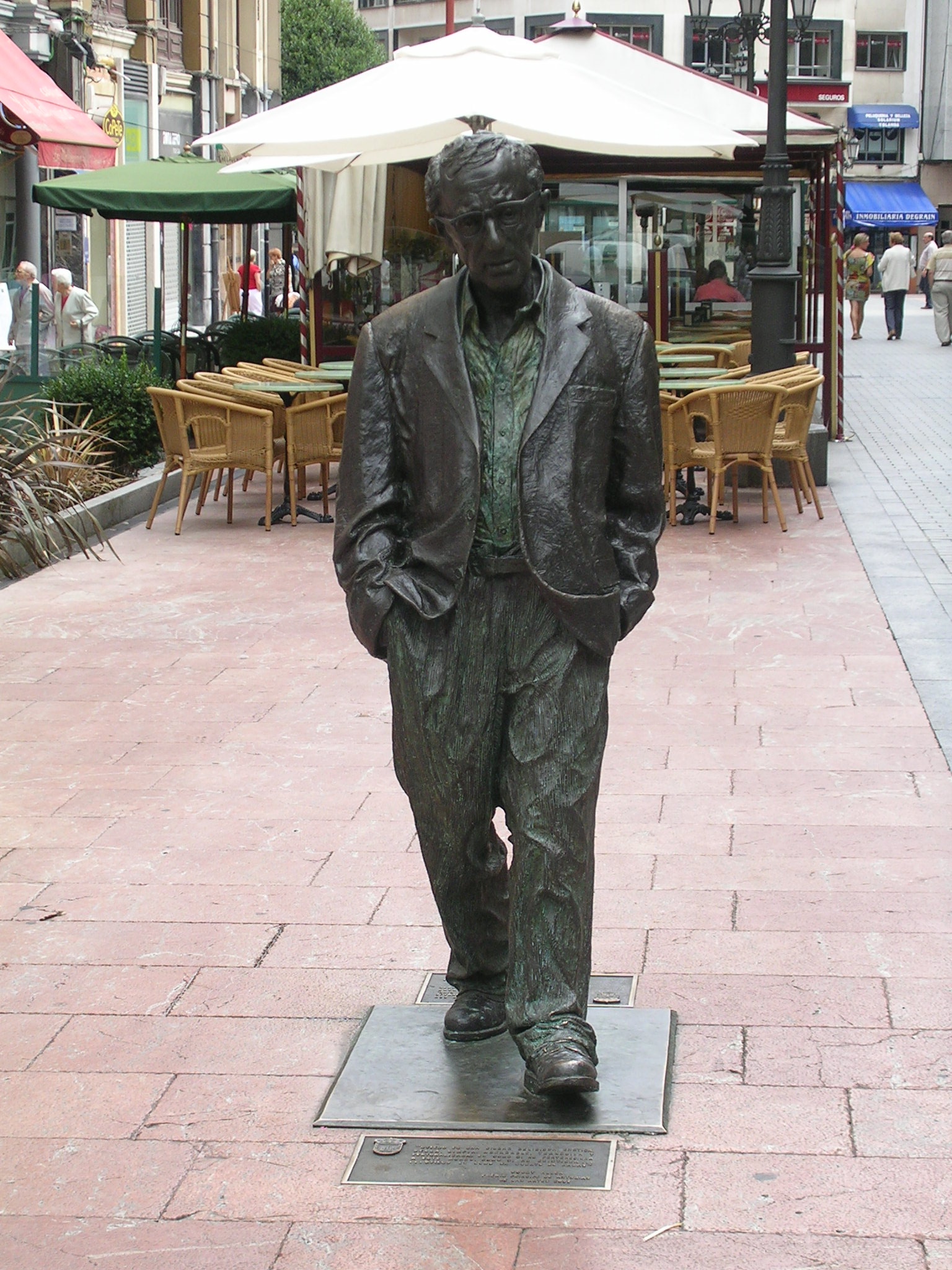
Beeld van Allen in Oviedo, Spanje

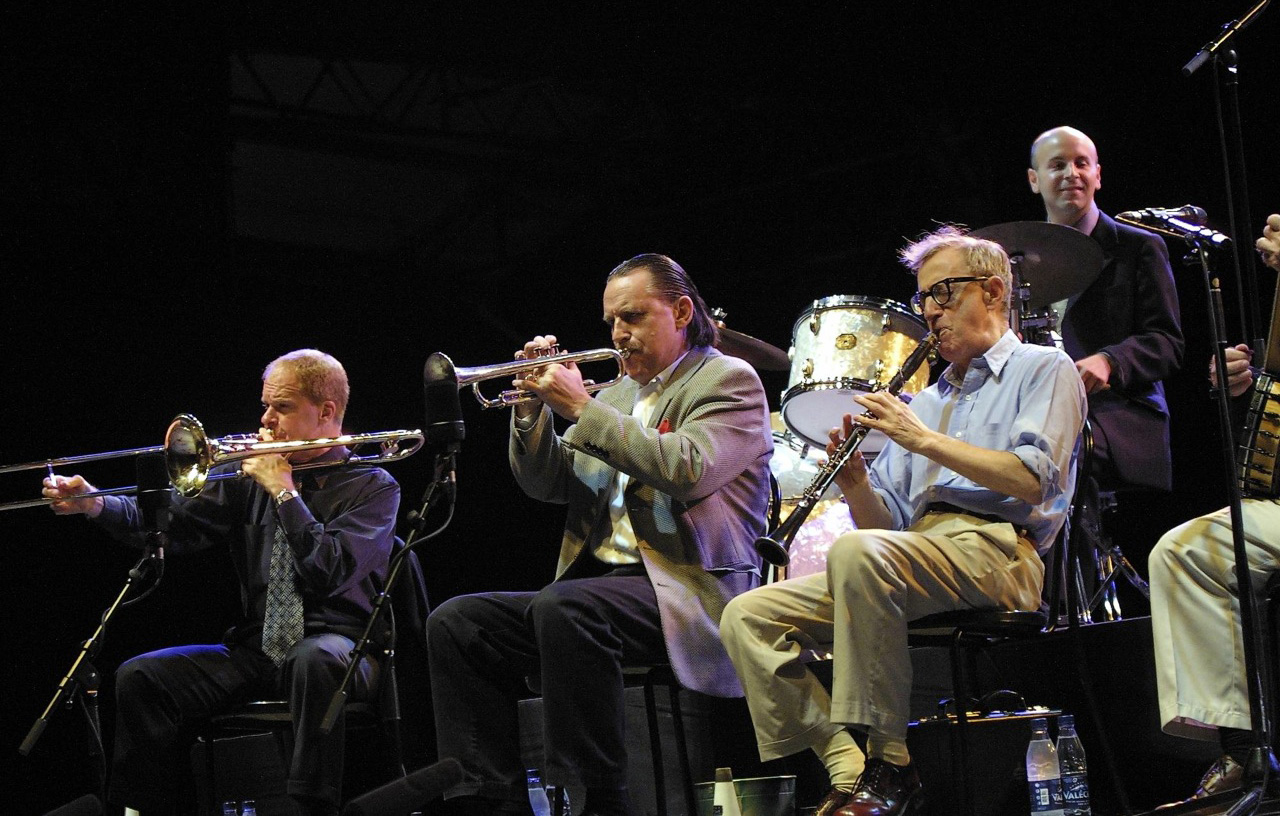
Allen speelt op het jazzfestival van Vienne, Frankrijk

Heywood "Woody" Allen, geboren als Allan Stewart Konigsberg, (New York, 30 november 1935) is een Amerikaans auteur, acteur, muzikant en vooral filmregisseur van over het algemeen tragikomische films, uiteenlopend van drama's tot screwball-komedies.

## Biografie
Allen begon op zijn 15e als schrijver van absurde oneliners in opdracht van stand-upcomedians en columnist. Op zijn 17e veranderde hij zijn naam in Heywood Allen. Hij evolueerde snel naar schrijven voor zichzelf. Zijn absurdistische humor vereist vaak een gelaagdheid die filmisch misschien gemakkelijker te begrijpen valt. Hij heeft met succes van zijn grootste zwakte zijn sterkte gemaakt: het stereotype van de schriele, Joodse neurotische intellectueel. Vaak vertolkt hij in zijn films zelf die rol, omringd door gerenommeerde acteurs en actrices. Naarmate hij ouder wordt, laat Allen die neurotische hoofdrol spelen door jongere acteurs zoals Kenneth Branagh, John Cusack, Will Ferrell of Jason Biggs. In Scoop nam hij echter zelf weer deze rol voor zijn rekening.
Door de mengeling van slapstick, seks, freudiaanse psychoanalyse en jazz met New York als decor, krijgen zijn films vaak het stempel "intellectualistisch" en hoewel ze door de jaren heen een trouw publiek bleven trekken, zijn het nooit monstersuccessen geworden. Het door DreamWorks geproduceerde Small Time Crooks bracht een bescheiden tien miljoen dollar op.
Door critici – zijn films zijn altijd meer geliefd gebleken in Europa (vooral Frankrijk) dan in zijn thuisland – worden de tien jaar vanaf Annie Hall (1977, Oscars voor beste film en beste regie) als zijn creatieve piekperiode gezien. Het decennium erna sloeg hij meer de bittere toon van de door hem bewonderde Ingmar Bergman aan in relatiedrama's waardoor zijn op comedy en slapstick beluste publiek afhaakte. De laatste tien jaar worden zijn films weer wat lichter en meer verteerbaar.

## Privéleven
Tussen Allen en zijn voormalige vriendin Mia Farrow woedde na hun tumultueuze uiteengaan in 1992 jarenlang een verbitterde juridische strijd om de voogdij over en bezoekrechten aan hun drie kinderen, waar de media uitgebreid over berichtten. Allen is sinds 1997 gehuwd met de 35 jaar jongere Soon Yi Previn, de adoptiedochter van Farrow en André Previn (haar echtgenoot in de jaren zeventig).
Allen is tevens leider en klarinettist van de Woody Allen New Orleans Jazzband waarmee hij redelijk succesvol internationaal optreedt.

## Thema's
Vaak voorkomende thema's in zijn films zijn: zijn Joodse achtergrond, filosofie, relatieproblemen, seks en New York. Zijn films zijn sterk doordrenkt van neurotische zelfreflectie.

## Filmografie

### Regie
- 2023 - Coup de chance
- 2020 - Rifkin's Festival
- 2019 - A Rainy Day in New York
- 2017 - Wonder Wheel
- 2016 - Café Society
- 2015 - Irrational Man
- 2014 - Magic in the Moonlight
- 2013 - Blue Jasmine
- 2012 - To Rome with Love
- 2011 - Midnight in Paris
- 2010 - You Will Meet a Tall Dark Stranger
- 2009 - Whatever Works
- 2008 - Vicky Cristina Barcelona
- 2007 - Cassandra's Dream
- 2006 - Scoop
- 2005 - Match Point
- 2004 - Melinda and Melinda
- 2003 - Anything Else
- 2002 - Hollywood Ending
- 2001 - The Curse of the Jade Scorpion
- 2000 - Picking Up the Pieces
- 2000 - Small Time Crooks
- 1999 - Sweet and Lowdown
- 1998 - The Impostors
- 1998 - Celebrity
- 1997 - Deconstructing Harry
- 1996 - Everyone Says I Love You
- 1995 - Mighty Aphrodite
- 1994 - Bullets Over Broadway
- 1993 - Manhattan Murder Mystery
- 1992 - Husbands and Wives
- 1992 - Shadows and Fog
- 1990 - Alice
- 1989 - Crimes and Misdemeanors
- 1989 - New York Stories (segment "Oedipus Wrecks")
- 1988 - Another Woman
- 1987 - September
- 1987 - Radio Days
- 1986 - Hannah and Her Sisters
- 1985 - The Purple Rose of Cairo
- 1984 - Broadway Danny Rose
- 1983 - Zelig
- 1982 - A Midsummer Night's Sex Comedy
- 1980 - Stardust Memories
- 1979 - Manhattan
- 1978 - Interiors
- 1977 - Annie Hall
- 1975 - Love and Death
- 1973 - Sleeper
- 1972 - Everything You Always Wanted to Know About Sex* (*But Were Afraid to Ask)
- 1971 - Bananas
- 1969 - Take the Money and Run
- 1966 - What's Up, Tiger Lily?

### Alleen als acteur
- 2013 - Fading Gigolo
- 1996 - The Sunshine Boys
- 1991 - Scenes from a Mall
- 1987 - King Lear
- 1976 - The Front
- 1972 - Play It Again, Sam
- 1967 - Casino Royale
- 1965 - What's New Pussycat?

## Korte verhalen
Allens korte verhalen behoren tot de beroemdste uit de komische literatuur:
- 1971 - Getting Even, ISBN 0-394-47348-5
- 1975 - Without Feathers , ISBN 0-394-49743-0
- 1980 - Side Effects, ISBN 0-394-51104-2
- 2007 - Mere Anarchy, ISBN 978-1-4000-6641-4

Vertaald in het Nederlands
- 1980 - Ja, maar kan een stoommachine dat ook, Amsterdam, Bert Bakker, ISBN 906019683x
- 1981 - Bijverschijnselen, Amsterdam, Bert Bakker, ISBN 9060197798
- 1992 - De boze tijden waarin wij leven, Ooievaar 301, Amsterdam, Bert Bakker, (een compilatie van kortverhalen), ISBN 90-35112083
- 1996 - Mijn filosofie, Amsterdam, Bert Bakker, (Deze uitgave is een selectie uit Getting Even en Without Feathers), ISBN 90-35117026